# Stellar Regions
Stellar Regions ist ein posthum veröffentlichtes Jazz-Album von John Coltrane. Es versammelt alle Titel, die bei einer Aufnahmesession am 15. Februar 1967 aufgenommen wurden.

## Das Album
Coltrane hatte aufgrund seines wirtschaftlichen Erfolgs die Möglichkeit, regelmäßig ins Studio zu gehen und aufzunehmen. Am 15. Februar 1967 versammelte er im Studio von Rudy Van Gelder nicht das Quintett, mit dem er zu dieser Zeit auftrat, sondern arbeitete dort alleine mit seiner Rhythmusgruppe: Neben seiner Frau Alice Coltrane wirkten Rashied Ali am Schlagzeug und Jimmy Garrison am Bass mit. Einige der Songs fallen durch ihren fast europäischen Sinn für Tonalität auf (Jimmy’s Mode), ganz im Gegensatz zu Coltrane’s üblicher Arbeitsweise mit dem Blues-Idiom. Garrison benutzt seinen Bass häufig als Streichinstrument, was für ihn und für Coltrane ungewöhnlich war und an einigen Stellen zu einem orchestralen Eindruck führt, wie bei Seraphic Light. Daneben gibt es auch einige blues-orientierte und atonale Stücke.
Die Stücke sind kurz und deutlich erkennbar strukturiert. Einige Kritiker und Musiker (darunter auch der britischen Saxophonist Evan Parker und der Coltrane-Biograph Lewis Porter) sind der Meinung, dass Coltrane ein Altsaxophon auf beiden Versionen des Stückes Tranesonic spielt, was er nach 1946 lange Zeit nicht mehr und erst auf seiner Japan-Tournee 1966 wieder tat. Auch der Coltrane-Diskograph und Schreiber der Liner Notes des Albums, Dave A. Wild, hat sich dieser Sicht angeschlossen.
Das Tonband mit den Aufnahmen wurde 1994 wiederentdeckt von seiner Witwe Alice und seinem Sohn Ravi Coltrane, als sie die von Coltrane mit nach Hause genommenen Aufnahmen aus den letzten Lebensmonaten sichteten. Alice Coltrane ist auch verantwortlich für die Titelwahl bei acht Stücken des Albums. Das Stück Offering hatte John Coltrane im Juli 1967 betitelt und ausgewählt, um auf Coltranes Album Expression zu erscheinen; eine Duo-Version der Komposition, die hier von Alice Coltrane Stellar Regions genannt wurde, war zuvor bereits unter dem Titel Venus erschienen (1974 auf dem Saxophon-Schlagzeug-Duo-Album Interstellar Space).

## Wirkungsgeschichte
Das Album wurde von der Kritik gefeiert: Im Down Beat erhielt es die Bestnote (Fünf Sterne) und wurde als „unglaublich frisch“ gelobt. Scott Yanow gab ihm im AllMusicGuide 4½ Punkte. Für das Magazine The Wire war es 1995 eines der Alben des Jahres. Der JazzTimes zufolge befand sich Coltrane wieder an einem musikalischen „Übergang“. Das auf dem Album veröffentlichte neuartige Material warf die Frage auf, ob Coltrane den Free Jazz von Ascension fortgeführt oder die Entwicklung woanders hin gelenkt hätte. Diese Frage wurde zurückgewiesen, beispielsweise von Konrad Heidkamp:

„“Stellar Regions” trägt nicht den Kern einer möglichen Zukunft des Jazz. Es ist die Gegenwart eines Kosmos, den man nur berühren muß, um alle Tagesmusik beiseite zu legen. Was sich sonst getrennt findet, ist hier eins: Liebe - in Gestalt der hymnischen Melodie; Sehnsucht – als Suche, in den modalen Verästelungen den einen Ton zu finden; Verzweiflung – in der harten Tongebung, den Schreien.“

## Die Titel
1. Seraphic Light (8:54)
2. Sun Star (6:05)
3. Stellar Regions (3:31)
4. Iris (3:50)
5. Offering (8:20)
6. Configuration (4:01)
7. Jimmy’s Mode (5:58)
8. Tranesonic (4:14)
9. Stellar Regions [Alternate Take] (4:37)
10. Sun Star [Alternate Take] (8:05)
11. Tranesonic [Alternate Take] (2:48)

Alle Kompositionen wurden von John Coltrane geschrieben.